# 巴拉那谷
巴拉那谷（Paraná Valles）是位于火星珍珠湾区（MC-19）一道河谷中的一系列河道，其中心坐标约位于南纬23.1度西经10.2度处，长约350公里，以南美洲（巴西、阿根廷）一条河流的古代和现代名命名。据信，在巴拉那谷与卢瓦尔谷之间的一处低洼区曾经有过一座湖泊 。

## 另请查看
- 火星地质
- 高分辨率成像科学设备
- HiWish计划
- 火星湖泊
- 火星水文